# 哈科沃·阿本斯
哈科沃·阿本斯·古斯曼（西班牙語：Jacobo Arbenz Guzmán；1913年9月14日—1971年1月27日）是危地马拉政治人物，前任危地马拉总统。

## 概述
阿本斯于1913年出生于一个富裕的家庭，父亲是德语瑞士人，母亲是危地马拉人。1935年，他以优异的成绩毕业于一所军事学院，在军队服役至1944年，并迅速晋升。在此期间，他目睹了美国支持的独裁者豪尔赫·乌维科对农业劳动者的暴力镇压，并亲自被要求护送锁链囚犯，这一经历促成了他的进步观点。1938年，他与玛丽亚·比拉诺娃（María Vilanova）相识并结婚，玛丽亚·比拉诺娃对他有着巨大的意识形态影响，危地马拉共产主义者何塞·曼努埃尔·弗尔图尼（José Manuel Fortuny）也对他产生影响。1944年10月，阿本斯和弗朗西斯科·阿拉纳领导的几个平民团体和进步军事派别反抗乌维科的镇压政策。在随后的选举中，胡安·何塞·阿雷瓦洛当选总统，并开始了一项广受欢迎的社会改革计划。阿本斯被任命为国防部长，并在1949年镇压军事政变中发挥了关键作用。
阿拉纳去世后，阿本斯参加了1950年举行的总统选举，在没有重大反对的情况下，以50%以上的优势击败了他最接近的挑战者米格尔·伊迪戈拉斯·富恩特斯。他于1951年3月15日就职，并继续推行其前任的社会改革政策。这些改革包括扩大投票权、工人组织能力、政党合法化以及允许公开辩论。他的政策的核心是土地改革法，根据该法，大片土地的未开垦部分被征用以换取补偿，并重新分配给贫困的农业劳动者。约有50万人从该法令中受益。他们中的大多数是土著人，他们的祖先在西班牙入侵后被剥夺了财产。
他的政策与联合果品公司相冲突，后者游说美国政府推翻他。美国还对危地马拉政府中共产党的存在感到担忧，阿本斯在1954年由美国总统德怀特·艾森豪威尔政府通过美国国务院和中央情报局策划的危地马拉政变中被推翻。阿本斯流亡到几个国家，在那里他的家庭逐渐分崩离析，他的女儿自杀了。他于1971年在墨西哥去世。2011年10月，危地马拉政府就阿本斯被推翻一事道歉。

## 早年

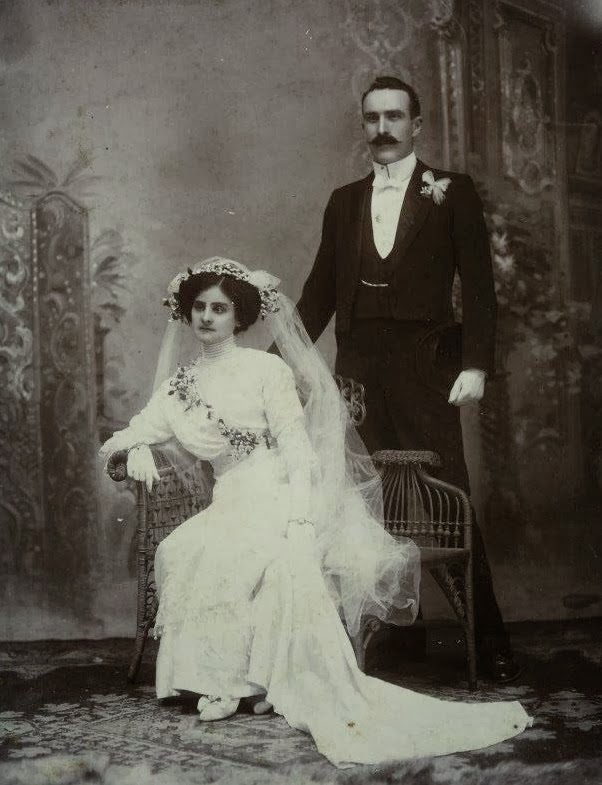
阿本斯的父母，汉斯·雅各布·阿本斯和奥克塔维娅·古斯曼·卡瓦莱罗斯

阿本斯于1913年出生在危地马拉第二大城市克察尔特南戈。他是德语瑞士裔药剂师汉斯·雅各布·阿本斯-格罗布里的儿子，1901年移民到危地马拉。他的母亲奥克塔维娅·古斯曼·卡瓦莱罗斯是一名来自中产阶级家庭的拉迪诺妇女，曾是一名小学教师。他的家庭相对富裕，属于上层阶级；他的童年被描述为“舒适”。在他童年的某个时候，他的父亲对吗啡上瘾，开始忽视家族企业。他最终破产，迫使全家搬到了一个富有的朋友“出于慈善”为他们留出的农村庄园。哈科沃原本想成为一名经济学家或工程师，但由于家中现在很贫困，他上不起大学。他最初不想参军，但危地马拉理工学院为军校学员提供奖学金。他申请并通过所有的入学考试，并于1932年成为一名学员。阿本斯进入学院两年后，他的父亲自杀了。

## 军事生涯和婚姻

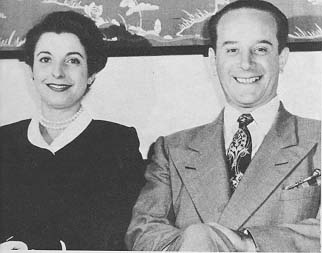
1944年，阿本斯坐在妻子玛丽亚·克里斯蒂娜·比拉诺瓦旁边

阿本斯在学院表现出色，被认为是“杰出的学生”。他成为了“第一中士”，这是授予学员的最高荣誉；从1924年到1944年，只有六个人获得了这一荣誉。他的能力为他赢得了学校军官们不同寻常的尊重，包括学校的美国主任约翰·康西丁少校和在学校服役的其他美国军官。一位军官后来说，“他的能力如此之强，以至于军官们非常尊重他，这对学员来说是非常罕见的。”:134-137阿本斯于1935年毕业。:134-137
毕业后，他曾在危地马拉城的圣何塞堡担任青年军官，后来又在圣胡安萨卡特佩克斯村的一个小驻军中“文盲上校”手下任职。在圣何塞堡期间，阿本斯不得不带领一队士兵护送囚犯（包括政治犯）进行强迫劳动。这段经历给阿本斯带来了创伤，他说自己感觉自己像个“工头”（capataz）。:134-137在此期间，他第一次见到弗朗西斯科·阿拉纳。:134-137
1937年，阿本斯被要求填补理工学院的一个空缺教学职位。阿本斯教授了多门科目，包括军事、历史和物理。六年后，他被提升为上尉，并负责整个学员团。他的职位在学院中排名第三，被认为是年轻军官能担任的最有声望的职位之一。:134-137
1938年，他遇到了他未来的妻子玛丽亚·比拉诺瓦，她是一位富有的萨尔瓦多地主的女儿，她母亲也来自危地马拉的富裕家庭。几个月后，他们结婚了，没有得到玛丽亚父母的批准，他们认为玛丽亚不应该嫁给一个不富有的陆军中尉。:134-137
婚礼时玛丽亚24岁，哈科沃26岁。玛丽亚后来写道，虽然两人在很多方面都非常不同，但他们对政治变革的渴望将他们联系在了一起。阿本斯说，他的妻子对他影响很大。:134-137正是通过她，阿本斯接触到了马克思主义。玛丽亚在一次妇女大会上收到了一本《共产党宣言》，并在她度假时把书放在哈科沃的床头柜上。哈科沃被宣言“感动”了，他和玛丽亚互相讨论了这个问题。两人都觉得宣言解释了他们的许多感受。后来，哈科沃开始阅读马克思、列宁和斯大林的更多作品，到20世纪40年代末，他经常与一群危地马拉共产主义者互动。:141

## 十月革命和任职国防部长

### 历史背景

1930年代的危地马拉总统豪尔赫·乌维科，他一直向联合果品公司让步，并支持他们的恶劣劳动行为

1871年，胡斯托·鲁菲诺·巴里奥斯政府通过法律，没收当地玛雅人的土地，并强迫他们在咖啡种植园工作，以获得最低补偿。:842包括联合果品公司在内的几家美国公司获得了这片公共土地，并免征税款。:8-10:10-111929年，大萧条导致经济崩溃和失业率上升，导致工人和劳动者之间动荡。由于担心革命的可能性，土地精英们支持豪尔赫·乌维科，他在1931年的选举中获胜，他是唯一的候选人。:10-11:12-15在美国的支持下，乌维科很快成为拉丁美洲最残暴的独裁者之一。:11乌比科废除了巴里奥斯引入的债务劳役制度，代之以流浪法，该法要求所有没有土地的劳动年龄男性至少进行100天的艰苦劳动。:842:29此外，该州还利用印第安无偿劳动力在公路和铁路等公共基础设施上工作。乌维科还将工资冻结在非常低的水平，并通过了一项法律，允许土地所有者完全免于起诉他们为保护财产而采取的任何行动，:29包括允许他们作为“纪律”措施处决工人。:11-12 :34-37:9-10:43这些法律的结果是，农业劳动者对他非常不满。:29-32乌维科非常蔑视该国的土著人民，曾表示他们像驴。:15他将20万公顷（49万英亩）的公共土地赠送给联合果品公司，并允许美军在危地马拉建立基地。:11-12:34-37:9-10:43:316-317:22

### 十月革命

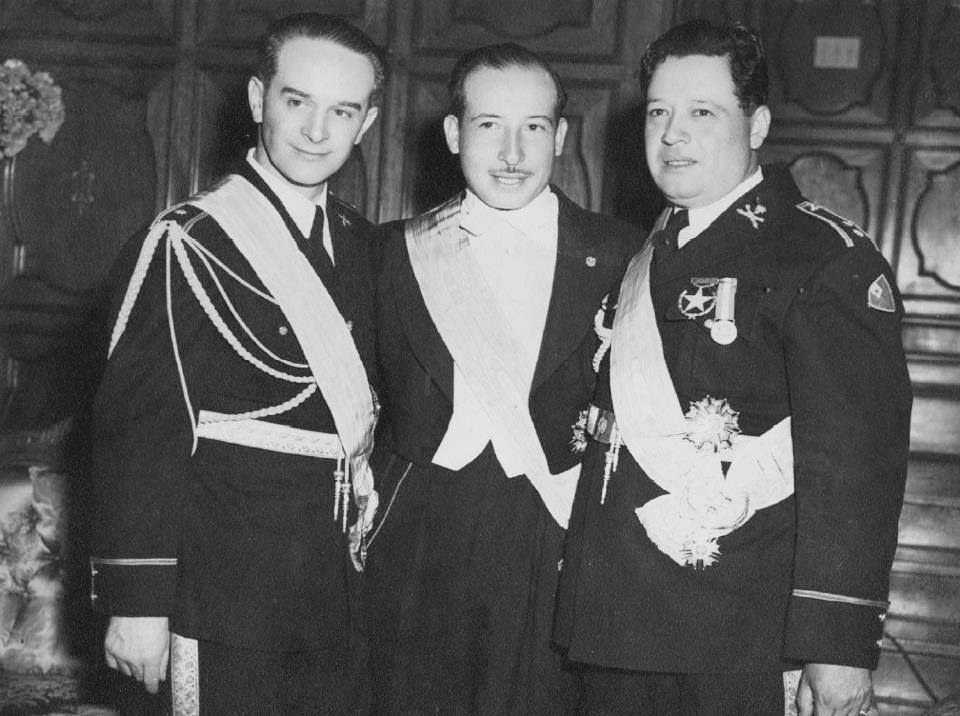
阿本斯、豪尔赫·托里埃略和弗朗西斯科·阿拉纳，1944年，十月革命成功后，他们共同组建军政府

1944年5月，危地马拉城的一座大学（圣卡洛斯大学）爆发了一系列针对乌维科的抗议活动。1944年6月22日，乌维科以暂停宪法作为回应。:36-37抗议活动愈演愈烈，除了学生和工人外，还包括许多中产阶级成员和低级军官，最终迫使乌维科在6月底辞职。:86乌维科任命了一个由费德里科·庞塞·维德斯将军领导的三人军政府接替他。尽管庞塞·维德斯最初承诺举行自由选举，但当国会于7月3日举行会议时，士兵们用枪口威胁每个人，强迫他们任命庞塞·维德斯为临时总统。:39-40乌维科政府的镇压政策仍在继续。:11-12反对派团体再次开始组织起来，这次有许多著名的政治和军事领导人加入，他们认为庞塞政权违宪。阿本斯是军队中为数不多的抗议庞塞·维德斯行为的军官之一。:140乌维科解雇了阿本斯在政治学院的教职，从那以后阿本斯一直住在萨尔瓦多，组织了一群革命流亡者。:41-43阿本斯和阿尔达纳·桑多瓦尔少校是军队内部阴谋的领导者之一。阿本斯坚持认为，尽管有其他涉谋军人的抗议，但这次政变也应包括平民参与。桑多瓦尔后来说，政变期间与平民的所有接触都是通过阿本斯进行的。:140
1944年10月19日，阿本斯和弗朗西斯科·哈维尔·阿拉纳率领的一小群士兵和学生袭击了国家宫，这后来被称为“十月革命”。:41-43阿拉纳最初不是政变的一方，但他在军队中的权威地位意味着他是政变成功的关键。:48-51第二天，军队的其他派别和平民加入了他们。起初，这场战斗是针对革命者的，但在呼吁社会支持后，他们的队伍由于工会会员和学生加入壮大，他们最终制服了忠于庞塞·维德斯的警察和军队派系。10月20日，第二天，庞塞·维德斯无条件投降。:89-91阿本斯和阿拉纳在起义期间都表现出色，:48-51尽管革命的言辞充满理想主义色彩，但他们也都获得了物质奖励：阿本斯从上尉晋升为中校，阿拉纳从少校晋升为上校。军政府承诺举行自由公开的总统和国会选举，以及制宪议会选举。:28-29学者们认为庞塞·维德斯的辞职和军政府的成立是危地马拉革命的开始。:28-29然而，革命军政府并没有立即威胁到土地精英的利益。庞塞·维德斯辞职两天后，印第安小村庄帕齐西亚爆发了暴力抗议活动。军政府迅速采取残暴行动平息了抗议活动。死亡的平民包括妇女和儿童。:30-31
1944年12月举行了选举。虽然只有识字的男性才被允许投票，但选举被广泛认为是自由和公平的。:36
与类似的历史情况不同，军政府成员都没有参加选举。:451944年选举的获胜者是胡安·何塞·阿雷瓦洛（Juan José Arévalo），他在被称为“革命行动党”（Partido Acción Revolucionaria）的左翼政党联盟下竞选，赢得85%的选票。:14阿拉纳不希望将权力移交给文职政府。:48-51他最初试图说服阿本斯和托里埃略推迟选举，在阿雷瓦洛当选后，他要求他们宣布选举结果无效。:48-51阿本斯和托里埃略坚持允许阿雷瓦洛掌权，阿拉纳不情愿地同意了这一点，条件是阿拉纳作为军队指挥官的地位不受挑战。阿雷瓦洛别无选择，只能同意这一点，因此1945年通过的危地马拉新宪法设立了一个新的职位“武装部队司令”，这个职位比国防部长更有权力。他只能被国会罢免，即便如此，也只有在他被发现违法才能行使罢免。:48-54当阿雷瓦洛就任总统时，阿拉纳接任这一新职位，阿本斯宣誓就任国防部长。:48-51

### 胡安·何塞·阿雷瓦洛政府
阿雷瓦洛将他的意识形态描述为“精神社会主义”。他是反共的，并相信资本主义社会受到监管，以确保其利益惠及全体人民。:46-49阿雷瓦洛的意识形态反映在危地马拉议会就职后不久批准的新宪法中，该宪法是拉丁美洲最进步的宪法之一。它规定除了文盲妇女之外，所有人都享有选举权，权力下放，并规定实行多党制。共产党被禁止。:46-49上任后，阿雷瓦洛实施了这些改革和其他改革，包括最低工资法、增加教育经费和劳工改革。这些改革的好处在很大程度上仅限于中上层阶级，对占人口大多数的农业劳动者几乎没有什么作用。:15-16尽管他的改革是建立在自由主义和资本主义的基础上的，但美国政府对他持怀疑态度，后来美国政府将他描绘成共产主义者。:48
当阿本斯在阿雷瓦洛总统的领导下宣誓就任国防部长时，他成为第一个担任该职务的人，因为它以前被称为战争部。1947年秋天，作为国防部长的阿本斯反对将几名被指控为共产主义者的工人驱逐出境。著名的共产主义者何塞·曼努埃尔·弗尔图尼（José Manuel Fortuny）对这一行动感到好奇，并决定拜访他，并发现阿本斯与刻板印象中的中美洲军官不同。在第一次会议之后，其他人也参加了会议，直到阿本斯邀请弗尔图尼到他家进行持续数小时的讨论。像阿本斯一样，弗尔图尼受到强烈的民族主义和改善危地马拉人民状况的强烈愿望的启发，并且像阿本斯一样，他在马克思主义理论中寻求答案，这种关系将对阿本斯的未来产生重大影响。:9-24
1945年12月16日，阿雷瓦洛在一场车祸后暂时丧失了行动能力。:51-57支持政府的革命行动党（PAR）的领导人担心阿拉纳会借此机会发动政变，因此与他达成协议，后来被称为峡谷协议（Pacto del Barranco）。:51-57根据协议的条款，阿拉纳同意不与军方一起夺取政权；作为回报，革命行动党同意在定于1950 年11月举行的下一次总统选举中支持阿拉纳的候选人资格。:51-57阿雷瓦洛本人迅速康复，但被迫支持该协议。:51-57然而，到1949年，由于阿拉纳缺乏对劳工权利的支持，国家革新党和革命行动党都公开敌视阿拉纳。左翼政党决定支持阿本斯，因为他们认为只有军官才能击败阿拉纳。:58-601947年，阿拉纳要求将某些劳工领袖驱逐出境；阿本斯公开表示不同意阿拉纳的观点，他的干预限制了被驱逐者的数量。:58-60
阿雷瓦洛政府带来的土地改革威胁到土地精英的利益，他们寻求一个更符合他们条件的候选人。他们开始支持阿拉纳，作为抵抗阿雷瓦洛改革的人物。:59-631949年夏天，危地马拉军方委员在阿拉纳的支持者和阿本斯的支持者之间就阿拉纳继任者的选择上发生了激烈的政治冲突。1949 年 7 月 16 日，阿拉纳向阿雷瓦洛发出最后通牒，要求将阿本斯的所有支持者驱逐出内阁和军队；他威胁说，如果他的要求得不到满足，就会发动政变。阿雷瓦洛将最后通牒通知了阿本斯和其他进步领导人；所有人都同意阿拉纳应该被流放。:59-69两天后，阿雷瓦洛和阿拉纳再次会面。在返回途中，阿拉纳的车队被阿本斯率领的一小股部队拦截。随后发生枪战，造成包括阿拉纳在内的三人死亡。历史学家皮耶罗·格莱耶塞斯表示，阿本斯可能接到了抓捕而非杀害阿拉纳的命令。:59-69阿拉纳在军队中的支持者试图反抗，但他们没有领袖，第二天叛军要求谈判。政变企图造成约150人死亡，200人受伤。:59-69阿本斯和其他几位部长建议将全部真相公之于众；然而，他们的意见被内阁大多数成员推翻，阿雷瓦洛发表演讲，暗示阿拉纳因拒绝领导反政府政变而被杀害。:59-69阿本斯对阿拉纳之死保持沉默直到1968年，未经阿雷瓦洛同意，他拒绝发表意见。20世纪50年代，当两人流亡蒙得维的亚时，他试图说服阿雷瓦洛澄清整个故事：然而，阿雷瓦洛不愿意，阿本斯也没有坚持自己的观点。:70

### 1950年选举
阿本斯担任国防部长的角色已经使他成为总统职位的有力候选人，他在1949年起义期间对政府的坚定支持进一步提高了他的威望。:73-841950年，经济温和的民族完整党（PIN）宣布，阿本斯将在即将举行的选举中成为其总统候选人。在宣布这一消息之后，大多数左翼政党以及工会都表达了支持，包括有影响力的革命行动党。:73-84阿本斯小心翼翼地选择了民族完整党作为提名他的一方。根据他的朋友和同事的建议，他认为这将使他的候选人资格看起来更加温和。:73-84阿本斯本人于2月20日辞去国防部长职务，并宣布参选总统。阿雷瓦洛给他写了一封热情洋溢的私人信件作为回应，但公开场合只是不情愿地支持他，人们认为他更支持他的朋友维克多·曼努埃尔·希奥尔达尼，他当时是卫生部长。正因阿本斯拥有的支持，以及希奥尔达尼不可能当选，才导致阿雷瓦洛决定支持阿本斯。:74
阿拉纳生前曾计划参加1950年的总统选举。他的死使阿本斯在选举中没有任何强劲的反对派别（导致包括中央情报局和美国军事情报部门在内的一些人猜测，正是由于这个原因，阿本斯亲自将他解决掉）。:15-17阿本斯在选举的十名候选人中只有几个比较重要的挑战者，:73-84其中一位是豪尔赫·加西亚·格拉纳多斯（Jorge García Granados），他得到了一些中上层阶级成员的支持，他们认为革命走得太远了。另一位是米格尔·伊迪戈拉斯·富恩特斯（Miguel Ydígoras Fuentes），他曾是乌维科手下的将军，并得到了革命强硬派反对者的支持。在竞选期间，阿本斯承诺继续并扩大在阿雷瓦洛领导下开始的改革。:60-61预计阿本斯将轻松赢得选举，因为他得到了该国两个主要政党以及工会的支持，工会代表他进行了大量竞选活动。:83除了政治支持外，阿本斯还具有很大的个人魅力。他被描述为具有“引人入胜的个性和充满活力的声音”。:62阿本斯的妻子玛丽亚也与他一起竞选；尽管她出身富裕，但她还是努力为玛雅农民的利益发声，并凭借自己的能力成为全国瞩目的人物。阿本斯的两个女儿偶尔也会和他一起公开露面。:62-63
选举于1950年11月15日举行，阿本斯赢得了超过60%的选票，这次选举基本上是自由和公平的，但文盲女性选民被剥夺了选举权。:73-84阿本斯获得的选票是第二位伊迪戈拉斯·富恩特斯的三倍多。富恩特斯声称选举舞弊使阿本斯受益，但学者们指出，虽然舞弊可能使阿本斯获得了一些选票，但这并不是他赢得选举的主要原因。:16阿本斯对土地改革的承诺在确保他的胜利方面发挥了重要作用。:2阿本斯的当选使美国国务院官员感到震惊，他们表示阿拉纳“一直代表阿雷瓦洛政府中唯一积极的保守派”，他的死将“实质性地加强左派[原文如此]”，并且“事态发展预示着政府内部的左翼趋势”。:124阿本斯于1951年3月15日就任总统。:73-84

## 担任总统

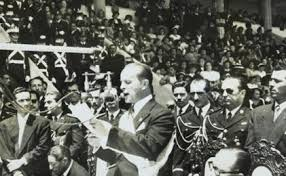
1951年，哈科沃·阿本斯·古斯曼上校在危地马拉总统就职典礼上向人群发表讲话

### 就职典礼和执政理念
在就职演说中，阿本斯承诺将危地马拉从“一个以封建经济为主的落后国家转变为现代资本主义国家”。:18他宣称，他打算减少对国外市场的依赖，并削弱外国公司对危地马拉政治的影响。他说，他将在没有外国资本帮助的情况下实现危地马拉基础设施的现代化。:149根据国际复兴开发银行的建议，他开始建造更多的房屋，港口和道路。:18阿本斯还着手改革危地马拉的经济制度；他计划建造工厂，增加采矿业，扩大交通基础设施，并扩大银行系统。:64土地改革是阿本斯竞选活动的核心。:84帮助阿本斯掌权的革命组织不断向他施加压力，要求他履行关于土地改革的竞选承诺。:85土地改革是阿雷瓦洛政府尚未涉足的政策领域之一。:64当阿本斯上任时，全国2%的人口拥有70%的土地。:304
历史学家吉姆·汉迪（Jim Handy）将阿本斯的经济和政治理想描述为“绝对务实和资本主义的脾气”。:36根据历史学家斯蒂芬·施莱辛格（Stephen Schlesinger）的说法，虽然阿本斯在他的政府中确实有一些共产党人担任较低级别的职位，但他“不是独裁者，他不是秘密共产主义者”。施莱辛格将他描述为民主社会主义者。尽管如此，他的一些政策，特别是那些涉及土地改革的政策，被危地马拉上层阶级和联合水果公司贴上“共产主义”的标签。历史学家皮耶罗·格莱耶塞斯（Piero Gleijeses）认为，尽管阿本斯的政策具有明显的资本主义性质，但他的个人观点逐渐转向共产主义。:77，134他的目标是提高危地马拉的经济和政治独立性，他认为要做到这一点，危地马拉需要建立一个强大的国内经济。:62-63他努力接触土著玛雅人，并派出政府代表与他们协商。从这一努力中，他了解到玛雅人坚定地坚持他们的尊严和自决权理想；在某种程度上，受此启发，他在1951年表示：“如果我们人民的独立和繁荣是不相容的，而现在肯定不是，我敢肯定，绝大多数危地马拉人宁愿成为一个贫穷但自由的国家，而不是一个富裕而被奴役的殖民地。”:63
尽管阿本斯政府的政策是建立在温和的资本主义形式之上的，:18-19但在他担任总统期间，共产主义运动确实变得更加强大，部分原因是阿雷瓦洛在1944年释放了被监禁的领导人，并且还通过其教师工会的力量。:98-99尽管共产党在危地马拉革命的大部分时间里被禁止，:73-84但危地马拉政府欢迎大量逃离邻国独裁政府的共产主义和社会主义难民入境，这种涌入加强了国内运动。:98-99此外，阿本斯与危地马拉劳动党的一些成员有私人联系，劳动党在他的政府期间被合法化。:73-84其中最突出的是何塞·曼努埃尔·弗尔图尼。从1951年到1954年，弗尔图尼在阿本斯执政的三年中担任了朋友和顾问的角色。:50-60弗尔图尼为阿本斯写了几篇演讲稿，并在担任农业部长期间帮助起草了具有里程碑意义的土地改革法案。然而，尽管弗尔图尼在阿本斯政府中担任职务，但他从未成为危地马拉的热门人物，也没有像其他一些共产党领导人那样拥有大量的追随者。:55-59共产党在数量上仍然薄弱，在阿本斯的内阁中没有任何代表。:55-59少数共产党人被任命为政府中的较低级别职位。阿本斯阅读并钦佩马克思、列宁和斯大林的著作（在赫鲁晓夫报告之前）；他的政府官员称赞斯大林是“伟大的政治家和领导人......所有进步人士都哀悼他的逝世”。:141-181当斯大林于1953年去世时，危地马拉国会以“一分钟的沉默”向约瑟夫·斯大林致敬，这一事实被后来的观察家评论。:181-379阿本斯在立法机关的共产党成员中有几个支持者，但他们只是政府联盟的一小部分。

### 土地改革

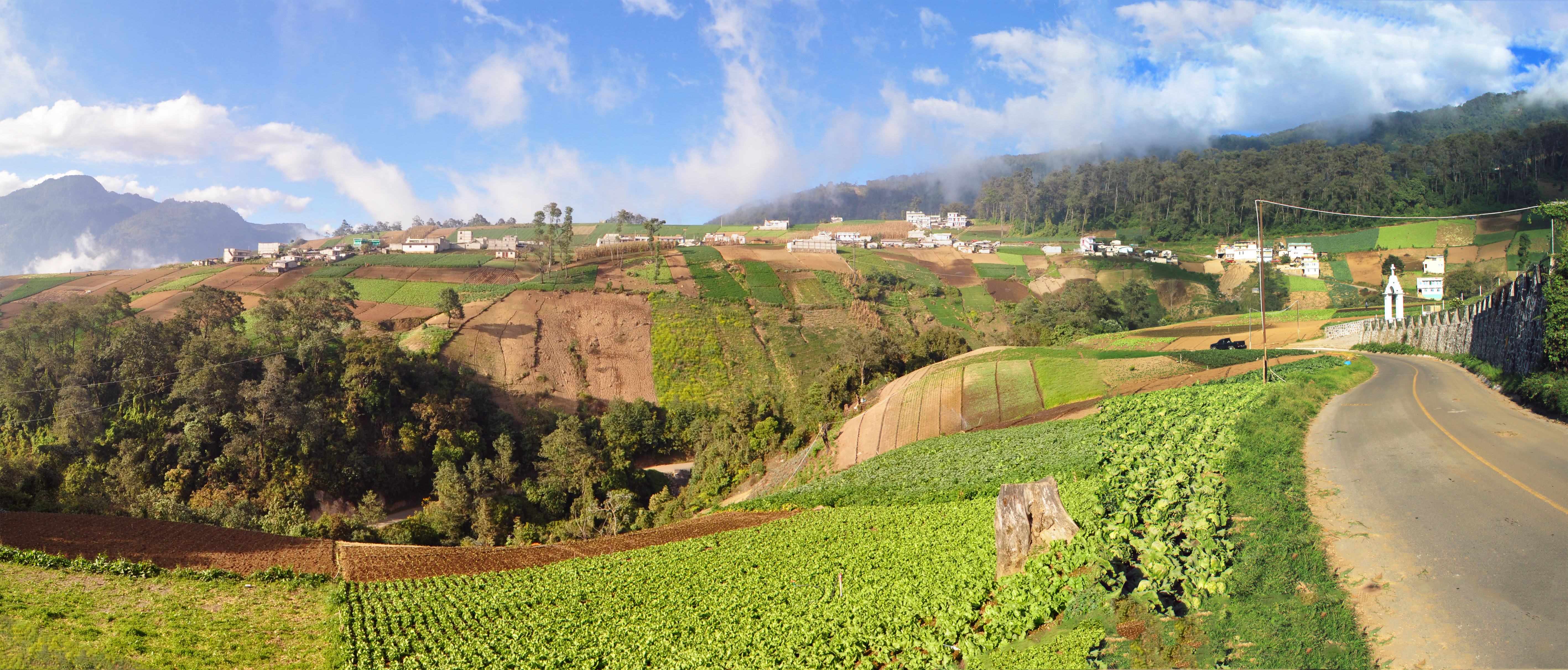
危地马拉西部克察尔特南戈省的农田

阿本斯现代化项目的最大组成部分是他的土地改革法案。:64-67阿本斯在包括一些共产党领导人和非共产党经济学家在内的顾问团帮助下亲自起草了该法案。:144-146他还向来自拉丁美洲各地的众多经济学家寻求建议。:64-67该法案于1952年6月17日由国民议会通过，该计划立即生效。它将未开垦的土地从大地主手中转移给贫困的劳动者，然后他们就能开始耕作自己的农场。:64-67。阿本斯也有动力通过该法案，因为他需要为国内的公共基础设施项目筹集资金。在美国的要求下，世界银行于1951年拒绝向危地马拉提供贷款，这使资本短缺更加严重。:149-164
土地改革法案的正式名称是第900号法令。它从大于673英亩（272公顷）的土地中征用了所有未开垦的土地。如果庄园的面积在672英亩（272公顷）至224英亩（91公顷）之间，那么使用中的土地如果少于总面积三分之二，未开垦的土地会被征用。:149-164地主可获得政府债券的补偿，其价值等于被征用土地的价值。土地本身的价值是地主在1952年的纳税申报表中申报的价值。:149-164重新分配是由地方委员会组织的，其中包括来自土地所有者，工人和政府的代表。:149-164在近350,000块私人土地中，只有1,710块受到征用的影响。法律本身是在一个温和的资本主义框架下制定的；但它的实施速度非常快，导致偶尔发生任意征地事件。还有一些针对地主和拥有少量土地的农民的暴力行为。:149-164阿本斯本人通过他的妻子成为地主，在这次土地改革计划中放弃了1,700英亩（7平方公里）的土地。:135
到1954年6月，已有140万英亩土地被征用和分配。到那时，大约有500,000人，即总人口的六分之一，获得了土地。:149-164法令还包括向获得土地的人民提供金融信贷。国家农业银行（Banco Nacional Agrario，简称BNA）成立于1953年7月7日，到1951年6月，它已经支付超过900万美元的小额贷款。53,829名申请人平均获得225美元，是危地马拉人均收入的两倍。:149-164BNA以高效的政府官僚机构而闻名，即便是阿本斯最大的批评者美国政府对此也没有任何负面评论。:149-164这些贷款的偿还率很高，在1953年3月至11月期间发放的3,371,185美元中，有3,049,092美元已于1954年6月偿还。:149-164该法令还包括对经过重新分配的土地的道路进行国有化的规定，这大大增加了农村社区的连通性。:149-164
与政府批评者的预测相反，该法律导致危地马拉农业生产力略有提高，耕地面积也有所增加。农业机械的购买量也有所增加。:149-164总体而言，该法律大大提高了数千个农民家庭的生活水平，其中大多数是土著人民。:149-164格莱耶塞斯指出，法律纠正的不公正远远大于较少出现任意征用土地的不公正。:149-164历史学家格雷格·格兰丁（Greg Grandin）指出，该法令在许多方面都存在缺陷；诸如，它对种植园主过于谨慎和恭敬，并在农民之间造成了社区分裂。尽管如此，它代表了一种根本性的权力转移，有利于那些在此之前被边缘化的人。:200-2011953年，最高法院裁定这项改革违宪，但危地马拉国会后来弹劾了与该裁决有关的四名法官。:155，163

### 与联合果品公司的关系

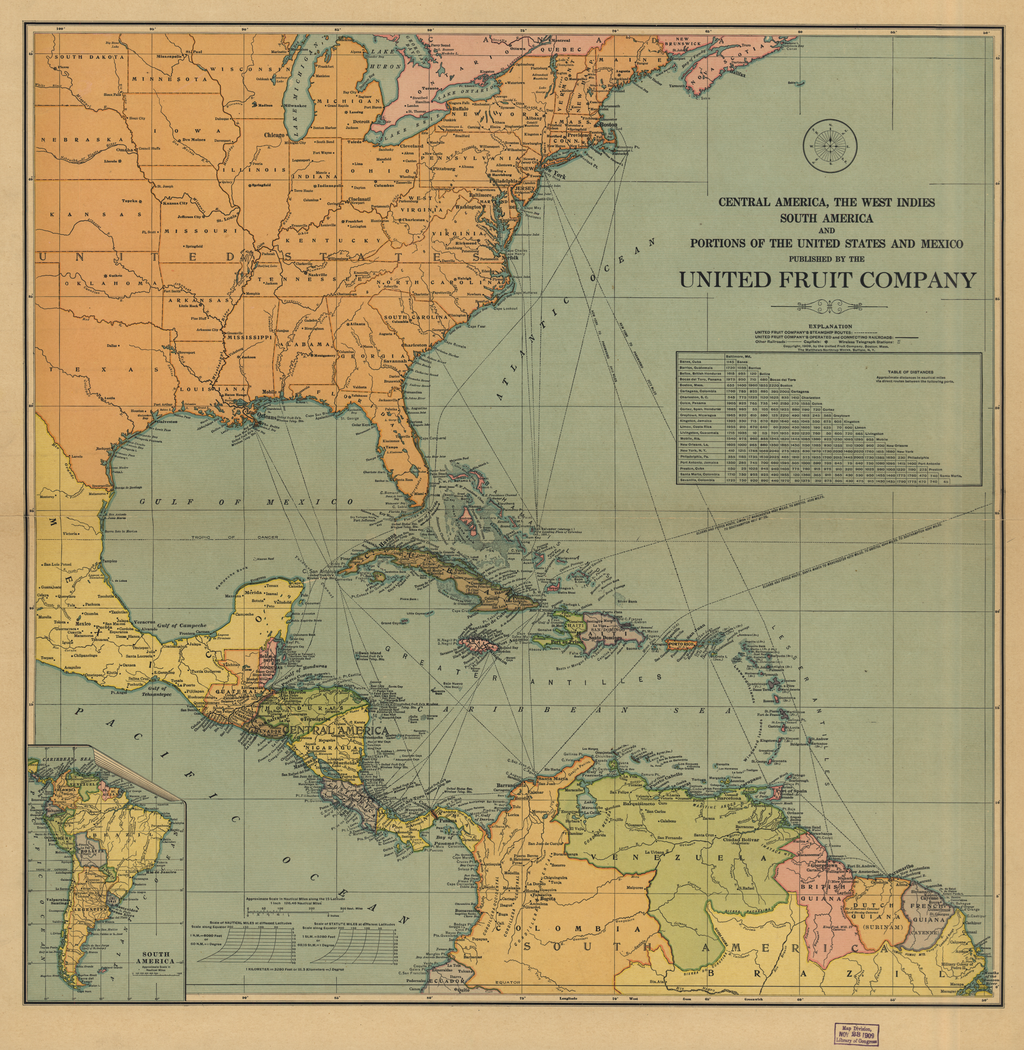
联合果品公司大白舰队的路线图。从1903年开始，该公司一直垄断往返危地马拉巴里奥斯港的货运和客运线路

阿本斯与联合果品公司之间的关系被历史学家描述为“美国在西半球主导地位的关键转折点”。:118成立于1899年的联合果品公司:68-70在中美洲拥有大量的土地和铁路，用于支持其香蕉出口业务。:65-68到1930年，它已成为危地马拉最大的土地所有者和雇主。:67-71作为对公司支持的回报，乌维科与其签署了一份合同，其中包括对大片土地的99年租约，以及几乎所有税收的豁免。:68-72乌维科甚至要求公司每天只向工人支付50美分，以防止其他工人要求更高的工资。:67-71该公司实际上还拥有危地马拉通往大西洋的唯一港口巴里奥斯港。:67-71到1950年，公司的年利润高达6500万美元，是危地马拉政府收入的两倍。:73-76
因此，联合果品公司被视为1944 年后革命运动进步的障碍。:71由于其作为该国最大的土地所有者和雇主的地位，阿雷瓦洛政府的改革对UFC的影响比其他公司更大，这导致该公司认为它是改革的特别目标。:75-821952年，当阿本斯通过第900号法令，即土地改革法时，该公司的劳资纠纷变得更加复杂。公司拥有的550,000英亩（220,000公顷）中，只有15%处于使用中；其余闲置的土地属于《土地改革法》的管辖范围。:75-82此外，阿本斯在1951年支持UFC工人罢工，最终迫使公司重新雇用了一些被解雇的工人。:136-137

危地马拉和萨尔瓦多的铁路线路图。这些线路归IRCA所有，IRCA是联合果品公司的子公司，控制着两国的铁路；唯一的大西洋港口由同样是UFC子公司的大白舰队控制。

作为回应，联合果品公司在美国对阿本斯进行了密集的游说活动。:72-77危地马拉政府回应说，该公司是本国进步的主要障碍。美国历史学家指出，“对危地马拉人来说，他们的国家似乎正在被外国利益集团无情地剥削，这些利益集团攫取了巨额利润，却没有为国家的福祉做出任何贡献。:72-771953年，根据阿本斯的土地改革法，200,000英亩（81,000公顷）的未开垦土地被征用，该公司以每英亩2.99美元的比率获得补偿，是购买土地时支付的两倍。:72-77这导致了对华盛顿的进一步游说，特别是通过与公司关系密切的国务卿约翰·福斯特·杜勒斯。:72-77联合果品公司已经开始一场公关活动，以诋毁危地马拉政府；总体而言，该公司花费了超过五十万美元来影响美国的立法机关和公众，即危地马拉的哈科沃·阿本斯政府必须被推翻。:90-97

## 政变

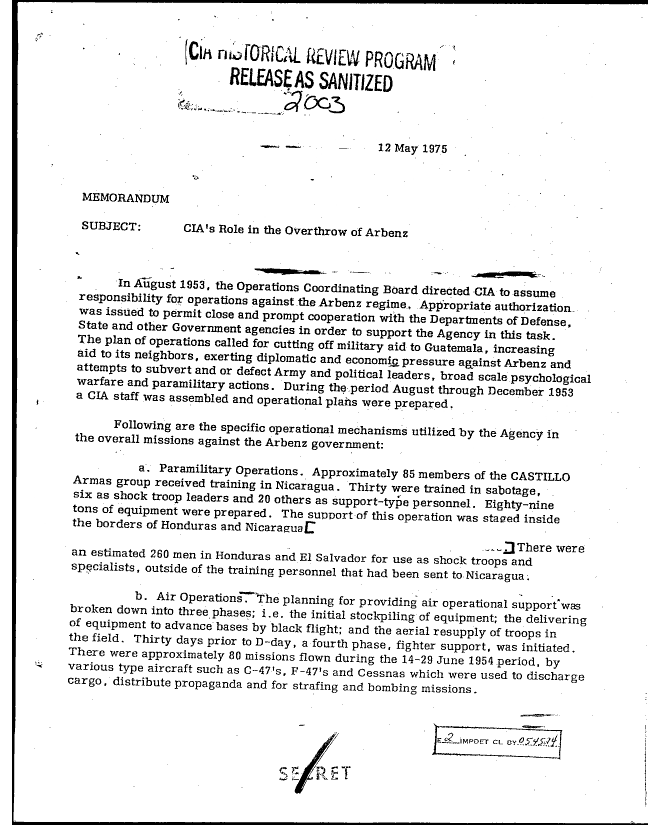
中央情报局1975年5月的备忘录，描述了该机构在 1954年6月废黜危地马拉总统哈科沃·阿本斯·古斯曼政府中的作用（1-5）

### 政治动机
除了联合果品公司的游说活动外，还有几个因素导致美国发动政变，并于1954年推翻了阿本斯。随着冷战的发展，美国政府对危地马拉革命的疑虑越来越多，危地马拉政府在越来越多的问题上与美国公司发生冲突。:82-100美国担心它已被共产党人渗透:177，尽管历史学家理查德·H·英默曼（Richard H. Immerman）认为，在冷战初期，美国和中央情报局倾向于将革命政府视为共产主义政府，尽管阿雷瓦洛在1945-1951年总统任期内禁止共产党。:82-100此外，美国政府担心阿本斯改革的成功会引发其他地方的类似运动。:4直到任期结束，杜鲁门政府一直依靠纯粹的外交和经济手段来试图减少共产主义的影响。:109-110
1952年，阿本斯颁布了第900号法令，激怒了杜鲁门授权PB机会行动，这是一项推翻阿本斯的秘密行动。:102该计划最初是由美国支持的尼加拉瓜独裁者安纳斯塔西奥·索摩查·加西亚提出的，他说如果给他武器，他可以推翻危地马拉政府。:102该行动由卡洛斯·卡斯蒂略·阿马斯领导。:228-231然而，美国国务院发现了这一阴谋，国务卿迪安·艾奇逊说服杜鲁门中止了该计划。:228-231在1952年11月当选美国总统后，德怀特·艾森豪威尔比杜鲁门更愿意使用军事手段来推翻他不喜欢的政权。:100-101他的政府中的几位人物，包括国务卿约翰·福斯特·杜勒斯和他的兄弟兼中央情报局局长艾伦·杜勒斯，都与联合果品公司有着密切的联系。:106-107约翰·福斯特·杜勒斯此前曾作为联合果品公司的律师代表，他的兄弟，时任中央情报局局长艾伦·杜勒斯是该公司的董事会成员。托马斯·达德利·卡博特是联合果品公司的前首席执行官，曾担任国务院国际安全事务主任。副国务卿沃尔特·比德尔·史密斯后来成为UFC的董事，而UFC公共关系总监的妻子是艾森豪威尔的私人助理。这些关系使艾森豪威尔政府更愿意推翻危地马拉政府。:122-127

### PB成功行动
1953年8月，艾森豪威尔授权中央情报局推翻哈科沃·阿本斯的行动，代号为PB成功行动。卡洛斯·卡斯蒂略·阿马斯曾是阿拉纳的副手，在1949年政变失败后被流放，被选为政变的领导人。:141-143卡斯蒂略·阿玛斯从危地马拉流亡者和附近国家的人口中招募了大约150名雇佣军。:162-1651954年1月，有关这些准备工作的信息被泄露给危地马拉政府，危地马拉政府发表声明，暗示“北方某政府”参与推翻阿本斯的阴谋。美国政府否认这些指控，美国媒体一致站在政府一边；两边都认为阿本斯已经屈服于共产主义的宣传。:259-262美国于1951年停止向危地马拉出售武器，不久后又阻止他们从加拿大，德国和罗得西亚购买武器。:144-150到1954年，阿本斯对武器感到绝望，并决定秘密从捷克斯洛伐克购买武器，此举被视为在美洲建立共产主义滩头阵地。:280-285这些武器的运输被中央情报局描述为苏联对美国后院的干涉，并成为中央情报局发动政变的最后一根稻草。:155-160
阿本斯原本打算在军队不忠的情况下，从阿尔法姆运来的武器被用来武装农民民兵，但美国将这批货物通知了危地马拉军队首脑，迫使阿本斯将他们交给军方，并加深了他与他的军队首脑之间的裂痕。:300-3111954年6月18日，卡斯蒂略·阿马斯的军队入侵危地马拉。:87入侵伴随着一场激烈的心理战行动，将卡斯蒂略·阿玛斯的胜利视为既成事实，目的是迫使阿本斯辞职。最广泛的心理武器是被称为“解放之声”的广播电台，其不断广播叛军聚集在首都周边的新闻，导致军队和平民的士气低落。:100阿本斯有信心在军事上击败卡斯蒂略·阿玛斯，:320-323但他担心卡斯蒂略·阿玛斯的失败会导致美国直接入侵。:320-323阿本斯命令陆军总司令卡洛斯·恩里克·迪亚斯挑选军官领导反击。迪亚斯选择了一支军官队伍，这些军官都是众所周知的正直之士，并且忠于阿本斯。:320-323

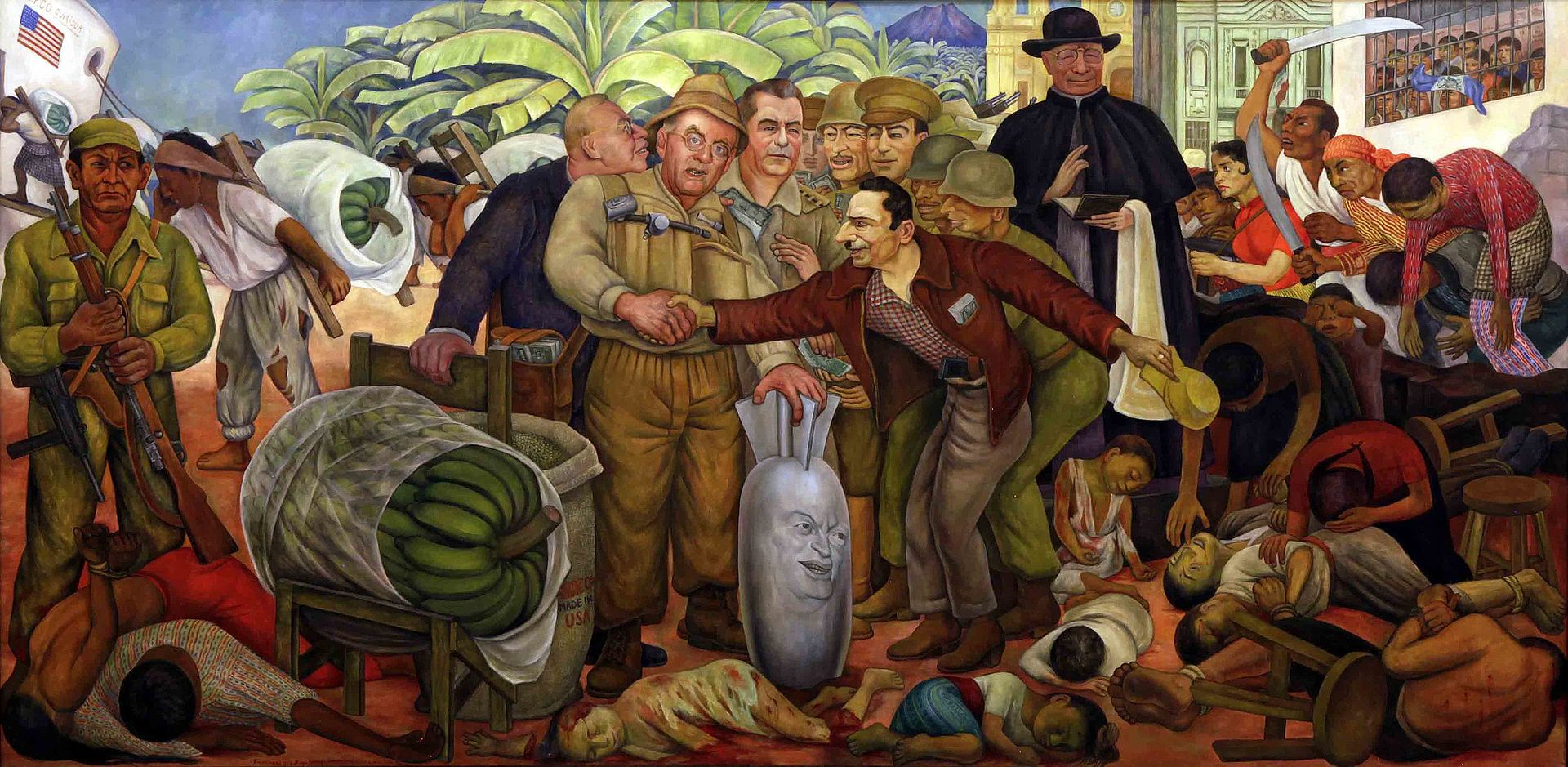
迭戈·里维拉创作的油画《光荣的胜利》，1954年，描绘卡斯蒂略·阿马斯在政变夺权之后与美国政府代表握手致意，包括美国驻危地马拉大使普里福伊，政变策划者杜勒斯兄弟等，他身前的炸弹上浮现美国总统艾森豪威尔的脸庞，左侧背景还可以看到一艘联合果品公司的货船

到6月21日，危地马拉士兵在维克托·莱昂上校的指挥下集结在萨卡帕，据信莱昂上校忠于阿本斯。:326-329共产党的领导人开始产生怀疑，并派出一名党员进行调查。他于6月25日返回，报告说军队士气低落，不会打仗。:97PGT秘书长阿尔瓦拉多·蒙松通知阿本斯，阿本斯迅速派出了自己的另一名调查员，后者带回了一条信息，要求阿本斯辞职。军官们认为，鉴于美国对叛军的支持，失败无法避免，阿本斯应该为此负责。:330-335该消息指出，如果阿本斯不辞职，军队可能会与卡斯蒂略·阿马斯达成协议。:330-3356月25日，阿本斯宣布军队已经放弃了政府，平民需要武装起来保卫国家；然而，只有几百人自愿参加。:342-345迪亚斯观察到这一点，选择背弃对总统的支持，并开始在其他高级军官的协助下密谋推翻阿本斯。他们将这一计划告知美国大使约翰·佩里福伊，要求他停止敌对行动，以换取阿本斯的辞职。:345-349佩里福伊答应安排休战，阴谋者前往告知阿本斯他们的决定。阿本斯现在已经山穷水尽，提出至少保留他所带来的民主改革的一部分，得到同意。1954年6月27日晚上8点，他在向内阁通报了他的决定后离开总统府，并录制了在一小时后播出的辞职演说。:345-349他在演说中表示，他辞职是为了消除“（美国）入侵的借口”，并希望保留十月革命的成果。:345-349他走到附近的墨西哥大使馆，寻求政治庇护。:201
1954年6月28日，阿马斯的军队推翻阿本斯政府，并接任总统。

## 后期生活

### 开始流亡
阿本斯辞职后，他的家人在墨西哥驻危地马拉城大使馆呆了73天，那里挤满了近300名流亡者。:56在此期间，中央情报局对阿本斯发起了一系列新的行动，旨在诋毁这位前总统并损害他的声誉。中央情报局获得了阿本斯的一些个人文件，并在篡改文件后发布了其中的一部分。中央情报局还提出了这样一种观念，像阿本斯这样的流亡者应该在危地马拉受到起诉。:56当他们最终被允许离开国家时，当局让这位前总统在镜头前脱衣服，阿本斯在机场受到公开羞辱，:62当局声称他携带着他为妻子玛丽亚·克里斯蒂娜·比拉诺娃购买的珠宝，在纽约市的蒂芙尼公司买的，使用的是总统职位的资金；但阿本斯其实没带任何珠宝，审讯持续了一个小时。在整个时期，危地马拉媒体对阿本斯的报道都非常负面，这在很大程度上受到中央情报局宣传活动的影响。:62
然后，这个家庭开始了漫长的流亡旅程，首先他们来到墨西哥，然后到加拿大，在那里他们去接阿拉贝拉（阿本斯的大女儿），然后经荷兰和巴黎到瑞士。:64-65他们希望根据阿本斯的瑞士血统在瑞士获得公民身份。然而，这位前总统不愿意放弃他的危地马拉国籍，因为他认为归化瑞士等于标志着他政治生涯的结束。:66阿本斯和他的家人是中央情报局精心策划的激烈诽谤运动的受害者，这场诽谤运动从1954年持续到1960年。:54阿本斯的密友卡洛斯·曼努埃尔·佩莱塞尔（Carlos Manuel Pellecer）其实是为中央情报局工作的间谍。:55

### 在欧洲和乌拉圭
在无法在瑞士获得公民身份后，阿本斯一家搬到了巴黎，法国政府允许他们在那里居住一年，条件是他们不得参与任何政治活动，:66然后搬到了捷克斯洛伐克的首都布拉格。仅仅三个月后，他就搬到了莫斯科，这让他从捷克斯洛伐克受到的严酷待遇中解脱出来。:68在苏联和东欧旅行期间，他在危地马拉和美国的媒体上不断受到批评，理由是他去那里显示了他真正的共产主义色彩。:68在莫斯科短暂停留后，阿本斯返回布拉格，然后又返回巴黎。从那里，他与妻子分居：玛丽亚前往萨尔瓦多处理家庭事务。:68分居使阿本斯的生活越来越困难，他陷入了抑郁并过度饮酒。:68他多次试图返回拉丁美洲，最终在1957年被允许移居乌拉圭。中央情报局曾多次试图阻止阿本斯获得乌拉圭签证，但都没有成功，乌拉圭政府允许阿本斯作为政治难民前往那里。:69阿本斯于1957年5月13日抵达蒙得维的亚，在那里他受到了中央情报局组织的“接待委员会”的接见。然而，他在该市的左翼圈子中仍然是一个值得注意的人物，这在一定程度上解释了中央情报局的敌意。:70-72
当阿本斯住在蒙得维的亚时，他的妻子来和他团聚。阿雷瓦洛抵达那里一年后也拜访了他。尽管阿雷瓦洛和阿本斯家族之间的关系最初是友好的，但由于两人之间的分歧，关系很快就恶化了。:72阿雷瓦洛本人在乌拉圭没有受到监视，偶尔能够通过大众媒体上的文章表达自己的观点。在乌拉圭待了一年后，他前往委内瑞拉担任教师一职。:70-72在乌拉圭逗留期间，阿本斯最初被要求每天向警方报告日常情况；最终，这一要求有所放宽，改成每八天一次。:70-72玛丽亚·阿本斯（María Árbenz）后来表示，这对夫妇对他们在乌拉圭受到的款待感到满意，如果他们得到许可，他们将无限期地留在那里。:70-72

### 女儿自杀和去世
1959年古巴革命后，菲德尔·卡斯特罗政府的一名代表邀请阿本斯前往古巴，他欣然同意，因为他觉得有机会在对自己限制较少的情况下生活。他于1960年7月飞往哈瓦那，并受到最近革命精神的熏陶，开始参加公共活动。:72-73但他在距离危地马拉如此之近的地方，再次增加了他在危地马拉媒体上受到的负面报道。他被邀请领导危地马拉的一些革命运动，但他拒绝了，因为他对结果感到悲观。:72-73
1965年，阿本斯受邀参加在赫尔辛基举行的共产党代表大会。:72-73不久之后，他的女儿阿拉贝拉在波哥大自杀，这一事件严重影响了阿尔本斯。在她的葬礼之后，阿本斯的家族无限期地留在墨西哥城，而他本人则在法国和瑞士呆了一段时间，最终目标是在墨西哥定居。:72-73
在一次访问墨西哥时，阿本斯患上了重病，到1970年底，他病得很重。不久之后，他就去世了。历史学家对他的死亡方式存在分歧：罗伯托·加西亚·费雷拉（Roberto García Ferreira）说他在洗澡时死于心脏病发作:72-73，而辛迪·福斯特（Cindy Forster）则写他是自杀的。:2211995年10月19日，阿本斯的遗体在他的遗孀玛丽亚的陪同下被送回危地马拉。在他的遗体被送回危地马拉后，阿本斯被授予军事荣誉，因为军官们发射大炮以示敬意，因为阿本斯的棺椁被放在马车上并运往圣卡洛斯大学，在那里学生和大学官员向前总统致敬。危地马拉圣卡洛斯大学在1944年危地马拉革命后曾获得自治权，不久后授予阿本斯追授勋章。:72-73离开大学后，装有阿本斯遗体的棺椁被带到国家宫殿，在那里一直待到午夜。1995年10月20日，成千上万的危地马拉人涌向危地马拉城的墓地，为他举行葬礼。在葬礼上，当时的危地马拉国防部长马尔科·安东尼奥·冈萨雷斯将军在阿本斯的遗体被送回该国后进行了接收工作，但在人群嘘声和尖叫声“刺客的军队离开这个国家”中，他最终留在了车里。

## 危地马拉政府道歉
1999年，阿本斯家族向美洲人权委员会（IACHR）提出要求危地马拉政府为1954年的政变道歉，该政变导致他被赶下台。经过多年的运作活动，阿本斯家族将危地马拉政府带到了华盛顿特区的美洲人权委员会。它于2006年接受了控诉，导致了长达五年的断断续续的谈判。2011年5月，危地马拉政府与阿本斯幸存的家人签署了一项协议，以恢复他的遗产，并公开为政府在驱逐他方面所扮演的角色道歉。这包括向家庭提供经济赔偿，以及家庭坚持要求社会赔偿和危地马拉人民未来的政策，这是美洲国家组织首次作出此类判决。2011年10月20日，危地马拉总统阿尔瓦罗·科洛姆在国家宫向前总统的儿子、危地马拉政治家哈科沃·阿本斯·比拉诺瓦正式道歉。科洛姆表示：“这是对危地马拉社会的犯罪，是对开始民主之春政府的侵略行为。该协议为阿本斯·古斯曼的亲属建立了几种形式的赔偿。除其他措施外，该国：
- 举行了公开仪式，承认自身的错误和责任
- 向亲属发送了一封道歉信
- 以前总统的名字命名了国家历史博物馆的大厅和通往大西洋的高速公路
- 修订了国家学校基本课程（Currículo Nacional Base）
- 设立了人权、多元文化主义和土著人民和解学位课程
- 在国家历史博物馆举办了关于阿本斯·古斯曼及其遗产的摄影展
- 找回了阿本斯·古斯曼家族的大量照片
- 出版了一本摄影集
- 重新发行《我的丈夫阿本斯总统》一书
- 编写并出版了前总统的传记
- 发行一系列纪念邮票

政府发表的官方声明承认其责任，“未能履行其义务，保障、尊重和保护受害者的人权、公平审判权、财产权、法律面前平等保护权和司法保护权，这些权利受到《美洲人权公约》的保护，但对前总统胡安·哈科沃·阿本斯·古斯曼、他的妻子玛丽亚·克里斯蒂娜·比拉诺瓦和他的孩子胡安·哈科沃、玛丽亚·莱昂诺拉和阿拉贝拉（都姓阿本斯·比拉诺瓦）全部践踏了这些权利”。

## 遗产
历史学家罗伯托·加西亚·费雷拉在2008年写道，阿本斯的遗产在危地马拉本身仍然是一个有争议的问题，同时认为1954年政变后中央情报局的媒体宣传极大地影响了阿本斯的形象。:74加西亚·费雷拉认为，革命政府代表了“国家权力被用来促进国家群体利益”的少数几个时期之一。:61福斯特用以下术语描述了阿本斯的遗产：“1952年，《土地改革法》席卷了这片土地，永远摧毁了种植园主的霸权。阿本斯实际上立法建立了一种新的社会秩序......革命的十年......在二十世纪危地马拉历史上发挥着核心作用，因为它比之前或之后的任何改革时期都更加全面。:19她补充说，即使在危地马拉政府内部，阿本斯也“对土著、农民和劳工需求给予了充分的指导”，这与阿雷瓦洛形成鲜明对比，阿雷瓦洛一直对这些运动持怀疑态度。:19同样，格雷格·格兰丁表示，土地改革法令“代表了危地马拉权力关系的根本转变”。:221阿本斯本人曾评论说，土地改革法是“革命最宝贵的成果，是国家作为一个新国家的根本基础”。:239然而，在很大程度上，阿本斯和阿雷瓦洛政府的立法改革被随后的美国支持的军政府逆转。:190-204

## 大众文化
危地马拉电影《内托的沉默》（1994）在危地马拉安地瓜拍摄，故事发生在阿本斯政府的最后几个月。它讲述了一个虚构的12岁男孩的生活，他受到阿本斯家族的庇护，背景是当时该国卷入的斗争。
阿本斯的生活和随后在中央情报局发起的政变中被推翻的故事一直是几本书的主题，特别是马里奥·奥瓦罗尔和丹尼尔·哈格多恩（2016）撰写的《PB成功计划：中央情报局推翻危地马拉总统哈科沃·阿本斯的秘密行动1954年6月至7月》，费舍尔·扎哈里（2014）的《美国宣传、媒体和哈科沃·阿本斯·古斯曼的陨落》，以及《纽约时报》畅销书《魔鬼的棋盘》，作者大卫·塔尔博特（HarperCollins出版社，2015年）。阿本斯的故事也是安德雷亚斯·霍斯利 （Andreas Hoessli） 1997 年屡获殊荣的纪录片《魔鬼不做梦！》的主题。

## 备注
1. ↑  为了竞选，宪法要求阿拉纳在1950年5月之前辞去军事职务，他的继任者由国会从高级国防委员会（CSD）提交的名单中选出。[8]:59-69CSD的选举定于1949年7月举行。在这次选举前的几个月里，由于阿拉纳的支持者试图控制选举进程，他们发生了激烈的争吵。具体来说，他们希望选举由忠于阿拉纳的地区指挥官监督，而不是由中央派遣的观察员。